# Jurjen van Loon
Pour les articles homonymes, voir Loon.
 (février 2019).
Si vous disposez d'ouvrages ou d'articles de référence ou si vous connaissez des sites web de qualité traitant du thème abordé ici, merci de compléter l'article en donnant les références utiles à sa vérifiabilité et en les liant à la section « Notes et références ».
Jurjen van Loon, né le 14 septembre 1983 à Eindhoven,,,, est un acteur, réalisateur, producteur, scénariste et présentateur néerlandais.

## Filmographie

### Acteur

#### Cinéma et téléfilms
- 2006 : Jef. : Le directeur
- 2010-2013 : Feuten (nl) : Edward Beeksma
- 2013 : Dokters (nl) : Le docteur Siebe Dijkstra
- 2013 : Feuten: Het Feestje (nl) : Edward Beeksma
- 2014 : Onder het hart (nl) : Le marié
- 2015 : Dames 4 (nl) : Job
- 2016 : Toon de Joep Vermolen et Beer ten Kate : Le lecteur de nouvelles
- 2017 : Spangas : L'huissier de justice
- 2017 : Zenith : Le collègue de Claudia
- 2017 : Vechtershart (nl) : Le courtier
- 2018-2019 : De regels van Floor (nl) : Le médecin généraliste
- 2019 : Keizersvrouwen : Techman

### Réalisateur, producteur et scénariste
- 2002 : Floortje (nl)
- 2004 : Kung fu klompen